# World Series of Poker 1992
Le World Series of Poker 1992 furono la ventitreesima edizione della manifestazione. Si tennero dal 22 aprile al 16 maggio presso il casinò Binion's Horseshoe di Las Vegas.
Il vincitore del Main Event fu Hamid Dastmalchi.

## Eventi preliminari
| Evento                                      | Vincitore           | Premio   | Ultimo giocatore eliminato |
| ------------------------------------------- | ------------------- | -------- | -------------------------- |
| $1.500 Seven card stud                      | Mến Nguyễn          | $120.600 | Tom McEvoy                 |
| $1.500 Pot Limit Hold'em                    | Buddy Bonnecaze     | $115.800 | Jimmy Athanas              |
| $1.500 Seven Card Razz                      | Lamar Hampton       | $80.400  | Mến Nguyễn                 |
| $1.500 Omaha 8 or better                    | Eli Balas           | $122.400 | Marlon De Los Santos       |
| $1.500 No Limit Hold'em                     | Lance Straughn      | $152.400 | Greg Angel                 |
| $1.500 Seven Card Stud Split                | Rick Steiner        | $105.000 | Marsha Waggoner            |
| $1.500 Limit Hold'em                        | Bob Abell           | $226.800 | Rocky Ramano               |
| $1.500 Limit Omaha                          | Tom McEvoy          | $79.200  | Berry Johnston             |
| $1.500 Pot Limit Omaha                      | Billy Thomas        | $81.000  | Joe Lazar                  |
| $5.000 Deuce to Seven Draw                  | Mickey Appleman     | $119.250 | Huck Seed                  |
| $1.500 Ace to Five Draw                     | Dal Derovin         | $90.000  | Vince Burgio               |
| $2.500 Limit Hold'em                        | Erik Seidel         | $168.000 | Phil Hellmuth              |
| $2.500 Seven Card Stud                      | Ray Rumler          | $106.000 | Ester Rossi                |
| $5.000 Pot Limit Omaha                      | Hoyt Corkins        | $96.000  | O'Neil Longson             |
| $2.500 Pot Limit Hold'em                    | Kenny Duggan        | $134.000 | Noli Francisco             |
| $5.000 Seven Card Stud                      | Paul "Eskimo" Clark | $122.000 | Ray Rumler                 |
| $2.500 No Limit Hold'em                     | Lyle Berman         | $192.000 | Humberto Brenes            |
| $5.000 Limit Hold'em                        | Phil Hellmuth       | $168.000 | Steve Kopp                 |
| $1.000 Seven Card Stud riservato alle donne | Shari Flanzer       | $38.000  | Kim Alford                 |

## Main Event
I partecipanti al Main Event furono 201. Ciascuno di essi pagò un buy-in di 10.000 dollari.

### Tavolo finale
| Piazzamento | Nome             | Premio     |
| ----------- | ---------------- | ---------- |
| 1°          | Hamid Dastmalchi | $1.000.000 |
| 2°          | Tom Jacobs       | $353.500   |
| 3°          | Hans "Tuna" Lund | $176.750   |
| 4°          | Mike Alsaadi     | $101.000   |
| 5°          | Dave Crunkleton  | $60.600    |
| 6°          | Clyde Coleman    | $30.300    |